# Джумблат, Камаль
Кама́ль Джумбла́т (1917—1977) — видный ливанский политик, основатель входящей в Социалистический интернационал Прогрессивно-социалистической партии Ливана (ПСП), один из наиболее авторитетных светских лидеров друзской общины Ливана. Лауреат Международной Ленинской премии «За укрепление мира между народами» (1972). Принадлежал к влиятельному ливанскому роду курдского происхождения Джумблатов (Джанполадов), известному с XVI века. Отец Валида Джумблата, ливанского политического деятеля.
Возглавлял «Национально-патриотические силы Ливана» (НПС) — союз ряда левых ливанских партий и движений (Ливанская коммунистическая партия (ЛКП), «Движение арабских националистов (ДАН)», «Баас», ССНП, «Мурабитун», «Организация коммунистического действия» и др.), выдвинул программу политических реформ и потребовал серьёзно изменить сложившуюся конфессиональную систему организации власти, ограничив в правах христианскую общину страны. Настоящей причиной антигосударственной деятельности Джумблата было его ярое желание стать президентом Ливана, что не позволяла этноконфессиональная система государства, основанная на Национальном пакте.
Острым противником Джумблата за влияние в друзской общине был эмир Маджид Арслан.
Будучи министром внутренних дел в 1961—1964 и 1970—1976 годах, легализовал Ливанскую коммунистическую партию и Сирийскую социальную националистическую партию, ставших впоследствии союзниками ПСП в гражданской войне в Ливане.

## Гражданская война в Ливане
13 апреля 1975 года в Бейруте произошла Автобусная резня — столкновения между палестинскими боевиками и ливанскими проправительственными милициями главным образом, христианскими, от имени которых выступала группировка «Ливанский фронт» (в составе партий «Катаиб», «Национал-либеральной партии», движения «Стражи кедров», организации «Танзим» и других более мелких организаций) переросли в полномасштабную войну.
После того, как НПС во главе с Джумблатом в октябре 1975 года вступили в союз с палестинцами, поддержав их в боях за бейрутский район Кантари и в Битве отелей, война приняла характер гражданской. Позиции сторон были диаметрально противоположны: в то время как правохристиане требовали сперва прекратить насилие, а потом начать проведение реформ в стране, НПС заявляли, что до проведения реформ мира не будет.. В январе 1976 года Джумблат и другие руководители НПС после совещания в доме ливанского муфтия Хасана Халеда обратились к президенту Сирии Хафезу Асаду с просьбой о помощи, так как после разгрома христианскими милициями палестинских военных баз в бейрутских районах Карантина и Маслах отряды НПС и палестинцев находились на грани поражения. По приказу Асада на помощь НПС в Ливан были направлены палестинские дивизии из состава «Армии освобождения Палестины», дислоцированные в Сирии. Получив помощь из Сирии, Джумблат объявил о своем бесповоротном намерении решить ливанский вопрос вооружённым путём и пообещал тотальную революцию в ливанской системе. В феврале 1976 года Джумблат и руководство НПС отвергли «Конституционный документ», разработанный сирийцами, и принятый президентом и христианскими политиками, в котором отражалось большинство требований мусульманской общины, но который сохранял существующую конфессиональную систему распределения постов в государстве, тем самым лишая друза Джумблата возможности занять пост президента, закреплённого исключительно за представителем христиан-маронитов. После развала ливанской армии и присоединения так называемой «Арабской Армии Ливана» лейтенанта Ахмада Хатыба, сформированной мусульманскими дезертирами, к альянсу НПС-ООП, Джумблат и палестинское командование в марте 1976 года начинают   наступление» на христианские районы в Горном Ливане. В отличие от своих палестинских союзников, более склонных к компромиссу, Джумблат требовал силового решения внутриливанского конфликта, настаивая на обязательном военном разгроме христианских вооружённых формирований и захвату районов Горного Ливана, населённых христианами, при этом милиция его Прогрессивно-Социалистической партии, в основном, находилась «в резерве» и не принимала активного участия в боевых столкновениях, ограничиваясь обеспечением безопасности районов, населённых друзами. Примечательно, что друзские боевики не разрешали находиться на друзской территории отрядам своих палестинских союзников. Поначалу отрядам НПС-ООП удалось оттеснить христианскую милицию с ряда позиций в районе горы Саннин и Западном Бейруте, и захватить несколько населённых пунктов, в том числе населённые христианами города Айнтура и Мтейн, заняв около 70 % территории страны. Однако, получив помощь от «Армии Свободного Ливана», сформированной из христианских частей распавшейся ливанской армии, христианские силы в битве при местечке Каххале, закрывавшем доступ в Бейрут, нанесли поражение мусульманским милициям, вынудив их командование просить перемирия. На севере страны мусульманские милиции под натиском христианских отрядов отступили во второй по величине город Ливана, «столицу суннитов» город Триполи. Взятию Триполи отрядами христиан помешало вмешательство Сирии, опасавшейся широкомасштабной резни христианскими боевиками местных мусульман в ответ за недавнее уничтожение христиан в близлежащем городе Шекка. Также при сирийской поддержке правохристиане одержали победу в сражении за Тель-Заатар.
27 мая 1976 года в Восточном Бейруте была убита сестра Камаля — Линда Атраш. Группа неизвестных проникла в её квартиру и расстреляла Линду.
Непримиримость Джумблата и его старание вести войну с христианами руками представителей других общин вызывала нарекания даже у близких ему политиков, так, духовный глава ливанских шиитов Муса Садр обвинил его в стремлении «сражаться с христианами до последнего шиита» и в затягивании войны. Бывший премьер-министр Ливана и видный суннитский политик Саиб Салам назвал Джумблата «фасадом для левых, которые хотят всё разрушить», и предупредил, что мусульмане отказывают Джумблату в праве говорить от их имени, а палестинцы сделали величайшую ошибку, позволив ему это. Ещё в июне 1975 года Ясир Арафат на переговорах с представителями маронитских лидеров заявил, что ООП не имеет антагонизма по отношению к маронитам, а экстремизм — дело рук Джумблата и ливанских левых, которых поддерживают палестинские левацкие организации, но не ФАТХ. Против позиции Джумблата выступил и президент Сирии Хафез Асад, наотрез отказавшийся помогать альянсу НПС и палестинцев в разгроме христианских милиций. По словам Хафеза Асада, целью Джумблата была сектантская месть маронитам за их преобладание в Ливане на протяжении последних 140 лет, а отнюдь не борьба прогрессивных сил против реакционеров. В июне в Ливан вошли сирийские миротворческие силы, которые в союзе с христианскими милициями быстро установили контроль над всеми районами, контролировавшимися НПС и палестинцами, нанеся их альянсу сокрушительное поражение. Отчаянная попытка Джумблата договориться при посредничестве новоизбранного президента Ливана Ильяса Саркиса о национальном примирении с христианами и совместном выступлении против сирийских войск успехом не увенчалась. Безрезультатными оказались и призывы Джумблата к другим арабским государствам и Франции оказать помощь в противостоянии сирийским войскам. Союзники по НПС начали покидать Джумблата, выражая свою лояльность Сирии.
Видя крушение своих планов по насильственному изменению государственной системы Ливана, Джумблат удалился от дел. Однако незадолго до своей смерти Джумблат стал опрометчиво выступать с агрессивными нападками на алавитское руководство Сирии, заявляя о суннитско-алавитском конфликте и союзе алавитов с ливанскими маронитами. Эта активность Джумблата, по словам его сына, была вызвана провокаторской деятельностью некоторых лиц из его окружения, которые подстрекали Джумблата к конфронтации с Сирией, утверждая, что правящий сирийский режим в ближайшем времени будет свергнут в результате государственного переворота.

## Убийство
Джумблат был убит автоматной очередью в голову и грудь 16 марта 1977 года в своей машине вместе с охранником и водителем на повороте горной дороги между населёнными пунктами Бааклин и Дейр-Дуррит в округе Шуф, на юго-восток от Бейрута, в непосредственной близости от блокпоста сирийских войск. Трое убийц перегородили дорогу автомобилем «Понтиак» с иракскими номерами и в упор расстреляли из автоматов «Мерседес» Джумблата.
Личности убийц остались неустановленными, предположительно ими были боевики просирийской ССНП. Жаждавшие мести друзы, не решаясь напасть на сильного противника, устроили резню христиан в прилегающих к месту убийства деревнях, уничтожив 177 мирных жителей, не имевших никакого отношения к убийству, включая женщин и детей. Селение Дейр-Дуррит было разрушено. В христианских районах Восточного Бейрута и Горного Ливана известие об убийстве Джумблата было встречено с демонстративным ликованием.
Лидер коммунистов Ливана и верный сателлит Джумблата Жорж Хауи в 2005 году назвал заказчиком убийства брата Хафеза Асада — Рифаата и через несколько дней погиб в результате взрыва бомбы в своей машине.

## Личная жизнь
Жена: Мэй (1928–2013) дочь известного ливанского политика Шакиба Арслана. Сын: Валид Джумблатт. Супруги развелись, когда Валиду было  три года.